# ل کرو
ل کرو (به فرانسوی: Le Cros) یک کمون در فرانسه است که در Canton of Le Caylar واقع شده‌است.

## خصوصیات
ل کرو ۲۲٫۴۵ کیلومترمربع مساحت و ۴۴ نفر جمعیت دارد و ۷۶۰ متر بالاتر از سطح دریا واقع شده‌است.